# Rashidpur Garhi
Rashidpur Garhi es  una ciudad censal situado en el distrito de Bijnor en el estado de Uttar Pradesh (India). Su población es de 7870 habitantes (2011). 

## Demografía
Según el  censo de 2011 la población de Rashidpur Garhi era de 7870 habitantes, de los cuales 4138 eran hombres y 3732 eran mujeres. Rashidpur Garhi tiene una tasa media de alfabetización del 90,57%, superior a la media nacional del 67,68%: la alfabetización masculina es del 95,73%, y la alfabetización femenina del 84,97%.